# Дудич, Иван
И́ван Ду́дич (серб. Ivan Dudić / Иван Дудић; 13 февраля 1977, Земун, СФРЮ) — сербский футболист, защитник.

## Карьера

### Клубная
Воспитанник школы ФК «Црвена Звезда». За клуб суммарно провёл 65 встреч, во время действия контракта один раз выступал на правах аренды в «Железнике». 
В 2000 году уехал в «Бенфику», но не закрепился в её составе, проведя всего 20 встреч. 
В 2002—2004 годах числился в рядах сербского «Рада», но не провёл ни одну встречу за него. 
С 2005 по 2006 годы играл за бельгийский «Монс», затем выступал в «Бежании». Последние годы играл в Венгрии.

### В сборной
Сыграл 6 матчей на молодёжном чемпионате Европы 2000 года.
С 2000 по 2001 годы играл за сборную Югославии. Провёл 8 игр. Участвовал в Евро-2000.
Последний матч за сборную провёл против сборной России в квалификации Чемпионата мира 2002.